# Metschbruck
Metschbruck est une ferme et un écart de la commune française de Montbronn, dans le département de la Moselle.

## Toponymie
- Anciennes mentions[1] : Metzbrück (1878 et 1903).
- En francique lorrain : Metschbrikk. En allemand : Metschbrueck ou Metzbrück.

## Lieux-dits
- Herrenmatt.
- Hirschkopf.
- Hirschbronnen Wald.
- Metschbruecker Eck.
- Metschwiese.
- Mohrenkopf.
- Muenzbach.
- Petersbach.
- Rohrbach.
- Schwobach[2].

## Monuments
- Une croix de chemin[3].